# لوك بيري (لاعب كرة قدم)
لوك بيري (بالإنجليزية: Luke Berry)‏ (12 يوليو 1992 في المملكة المتحدة - ) هو لاعب كرة قدم بريطاني في مركز الوسط. لعب مع كامبريدج يونايتد ونادي بارنسلي.

## وصلات خارجية
- لوك بيري على موقع قاعدة بيانات كرة القدم.إي يو (الإنجليزية)
- لوك بيري على موقع Soccerbase.com (لاعب) (الإنجليزية)
- لوك بيري على موقع Soccerway.com (الإنجليزية)
- لوك بيري على موقع عالم كرة القدم.نت (الإنجليزية)